# Saint-Jean-de-Brébeuf
Pour les articles homonymes, voir Saint Jean et Brébeuf.
Saint-Jean-de-Brébeuf est une municipalité du Québec (Canada), faisant partie de la MRC des Appalaches dans la région administrative de la Chaudière-Appalaches.

## Histoire

### Chronologie
- 1849 : La municipalité se nomme Lower Ireland[2].
- 1er janvier 1946 : Érection de la municipalité de St-Jean-de-Brébeuf.
- 15 mars 1969 : La municipalité change de nom pour Saint-Jean-de-Brébeuf.

## Toponymie
Son nom rappelle la mémoire de Jean de Brébeuf, né à Condé-sur-Vire en 1593, martyrisé par les Iroquois à Sainte-Marie-au-pays-des-Hurons près de Midland (Ontario), le 16 mars 1649.
Au XIXe siècle, la municipalité se nommait Lower Ireland.

## Géographie
La route 216 passe dans cette localité. Cette route était anciennement le chemin Craig.

## Démographie
| 1951 | 1956 | 1961 | 1966 | 1971 |
| ---- | ---- | ---- | ---- | ---- |
| 586  | 595  | 501  | 447  | 394  |

| 1976 | 1981 | 1986 | 1991 | 1996 |
| ---- | ---- | ---- | ---- | ---- |
| 425  | 460  | 444  | 410  | 390  |

| 2001 | 2006 | 2011 | 2016 | 2021 |
| ---- | ---- | ---- | ---- | ---- |
| 376  | 392  | 359  | 372  | 351  |

## Administration
Les élections municipales se font en bloc pour le maire et les six conseillers.
| Saint-Jean-de-Brébeuf Maires depuis 2001                                                                             |                |         |          |
| Élection | Maire          | Qualité | Résultat |
| 2001 | Ghislain Hamel |         | Voir     |
| 2005 | Ghislain Hamel | Voir    |          |
| 2009 | Ghislain Hamel | Voir    |          |
| 2013 | Ghislain Hamel | Voir    |          |
| 2017 | Ghislain Hamel | Voir    |          |
| 2021 | Richard Labbé  |         | Voir     |
| Élection partielle en italique Depuis 2005, les élections sont simultanées dans toutes les municipalités québécoises |                |         |          |

## Patrimoine

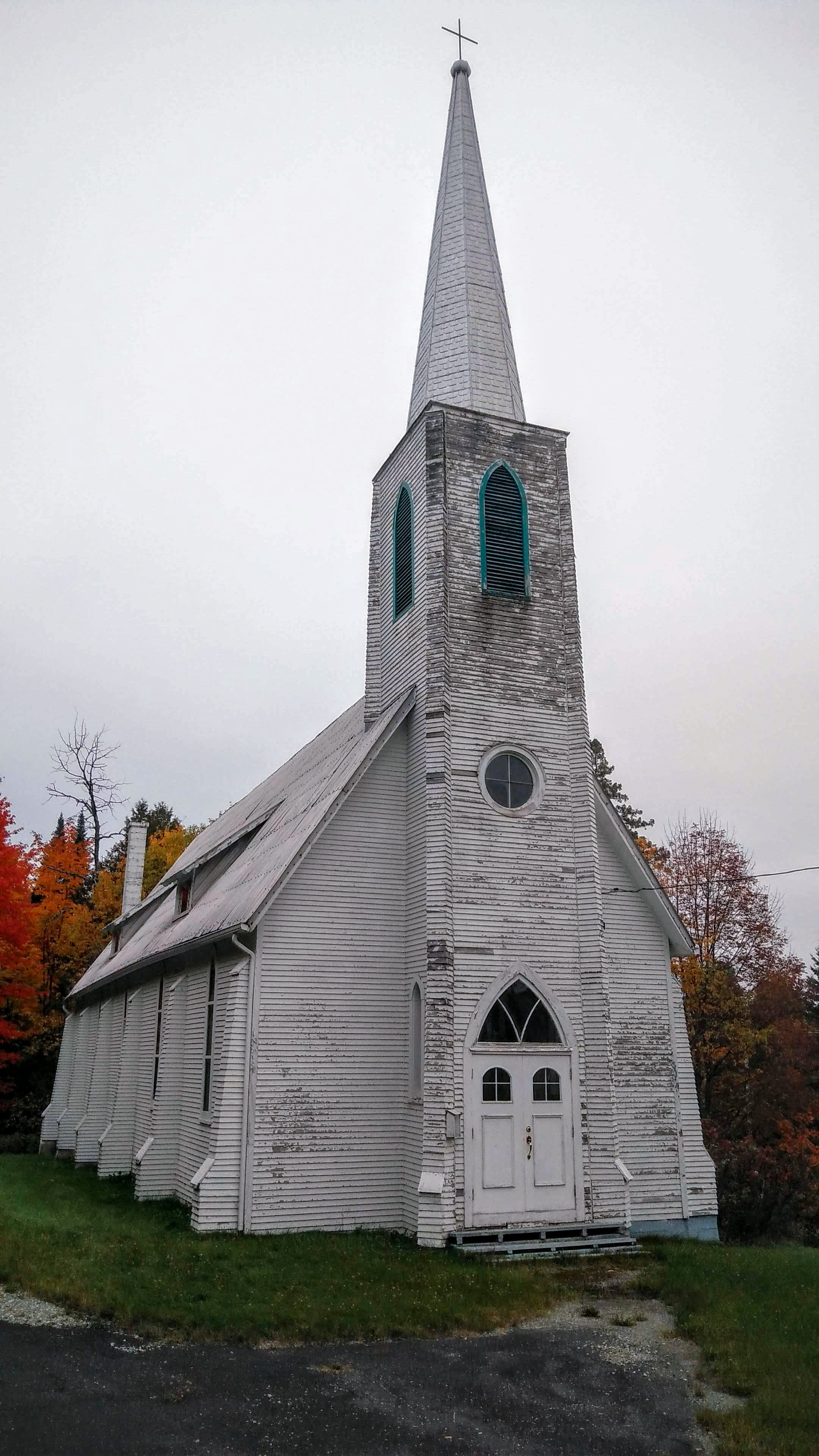
L'église anglicane Christ Church of Lower Ireland

L'église anglicane Christ Church a été érigée en 1884-1885 selon les plans du pasteur Thomas Shaw Chapman. Ce missionnaire itinérant est également responsable de la construction de lieux de culte à Dudswell, Inverness et Sherbrooke. Le site patrimonial comprend le cimetière Christ Church. Érigée vers 1837-1839, une chapelle privée se trouve à l'intersection du chemin Craig et du chemin de la Chapelle.
L'église catholique Saint-Jean-de-Brébeuf a été érigée en 1964 selon les plans de l'architecte Paul-André Caouette. Un presbytère et un cimetière lui sont rattachés. Ce dernier comprend un calvaire. La dévotion catholique s'exprime aussi par un monument de la Vierge à l'Enfant Jésus et une croix de chemin.
Le relais de diligence Clapham Corner s'est installé en 1834 le long du chemin Craig entre Québec et Boston. Il est nommé en l'honneur de John G. Clapham, premier maître de poste à Inverness et membre de l'Assemblée législative pour le comté de Mégantic.
Sur le plan de l'architecture résidentielle, le territoire de la municipalité comprend plusieurs résidences bâties au XIXe siècle,,,.